# 中田惟斗
中田 惟斗（なかた ゆいと、2001年9月13日 - ）は、和歌山県御坊市出身のプロ野球選手（投手）。右投右打。マツゲン箕島硬式野球部所属。NPBでは育成選手であった。

## 経歴

### プロ入り前
小学校3年生の時に御坊少年野球クラブで野球を始め、中学校時代は和歌山御坊ボーイズに所属し、3年時にはジャイアンツカップで4強入り。U-15の野球日本代表に選出される。
大阪桐蔭高等学校では、1年時から背番号を貰い、2年の新チームからは一時エースナンバーも託されたが右肩を痛め、春夏連覇をした第90回記念選抜高等学校野球大会と第100回全国高等学校野球選手権記念大会ではベンチ入りメンバーから外れた。2年秋からエースとなるが、3年夏は大阪府大会の準々決勝で敗退したため、自身の甲子園出場経験はない。高校の2学年上には徳山壮磨、泉口友汰、1学年上には根尾昂、藤原恭大、横川凱、柿木蓮、1学年下には仲三河優太、2学年下には池田陵真、松浦慶斗がいる。
2019年10月17日に行われたプロ野球ドラフト会議において、オリックス・バファローズから育成3巡目で指名を受け、11月28日に支度金330万円、年俸240万円（推定）で仮契約を結んだ。背番号は003。

### オリックス時代

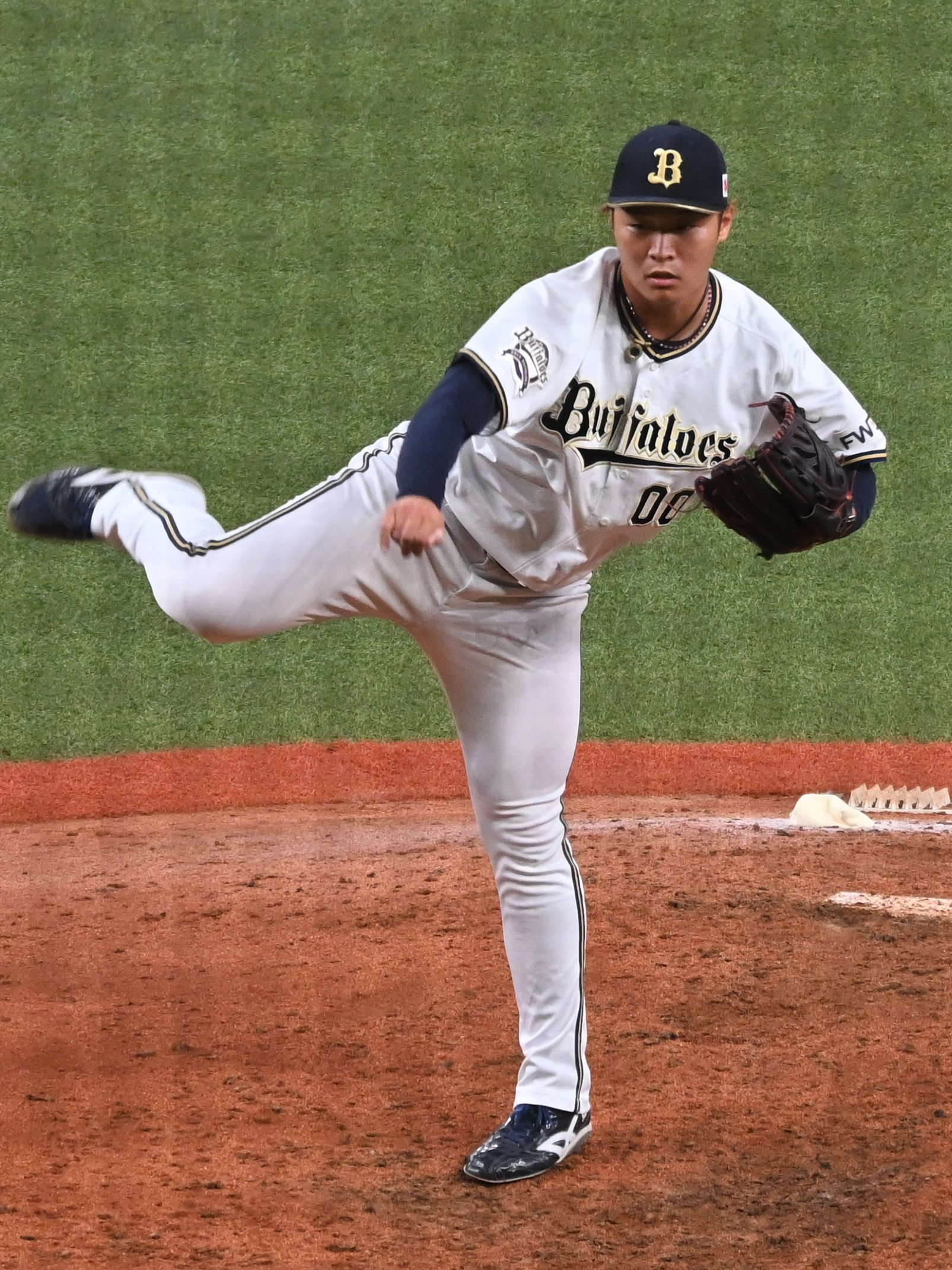
京セラドーム大阪にて（2021年4月13日）

2020年は、ウエスタン・リーグ21試合に登板し、1勝2敗3セーブ、防御率4.09だった。
2021年は、オープン戦で一軍を経験し、2試合に登板し無失点で支配下に向けてアピールをするが、4月13日のウエスタン・リーグの阪神タイガース戦で打球を右足に受けて右腓骨を骨折。4月16日に大阪市内の病院で骨接合術を行った。この年、ウエスタン・リーグでは10試合に登板し、0勝0敗3セーブ、防御率10.57という成績だった。
2022年は、ウエスタン・リーグに24試合に登板し、0勝1敗、防御率4.85だった。
2023年は、2月22日、神戸市内の病院で右肘のクリーニング手術を受けた。
2024年も支配下登録をされることなく、10月3日に戦力外通告を受けた。

### マツゲン箕島硬式野球部時代
2024年のオフに社会人チームのマツゲン箕島硬式野球部へ2025年シーズンから入部することが発表された。

## 選手としての特徴
ストレートの最速は150km/h。変化球はカーブ、スライダー、フォークを投じる。

## 詳細情報

### 年度別投手成績
- 一軍公式戦出場なし

### 背番号
- 003（2020年 - 2024年）